# Trimetilamina
A trimetilamina é um composto orgânico com fórmula N(CH3)3.
Esta amina terciária incolor, higroscópica e inflamável, tem um forte odor a peixe em baixas concentrações e um odor semelhante a amoníaco a concentrações mais elevadas. É um gás a temperatura ambiente, mas é normalmente vendido em cilindros de gás pressurizado ou em solução a 40% em água.
A trimetilamina é uma base nitrogenada e pode ser facilmente protonada para liberar o cátion trimetilamônio. O cloreto de trimetilamônio é um sólido incolor e higroscópico preparado a partir de ácido clorídrico. É também um bom nucleófilo.

## Odores corpóreos
A trimetilamina é um produto da decomposição de plantas e animais. É a substância mais responsável pelo odor muitas vezes associado a peixe em decomposição, algumas infecções e mau hálito. Esta também associado a tomar grandes doses de colina e carnitina.